# 萨维尼莱韦斯科
萨维尼莱韦斯科（法語：Savigny-Lévescault，法語發音：[saviɲi levɛsko]）是法国新阿基坦大区维埃纳省的一个市镇，属于普瓦捷区。

## 地理
萨维尼莱韦斯科（46°32'8"N, 0°28'38"E）面积22.14 平方千米，位于法国新阿基坦大区维埃纳省，该省份为法国中西部省份，北起曼恩-卢瓦尔省和安德尔-卢瓦尔省，西接德塞夫勒省，南至夏朗德省，东南接上维埃纳省，东临安德尔省。
与萨维尼莱韦斯科接壤的市镇（或旧市镇、城区）包括：弗勒雷、米尼亚卢-博瓦尔、尼约伊莱斯普瓦尔、圣瑞利安拉尔、泰尔塞。

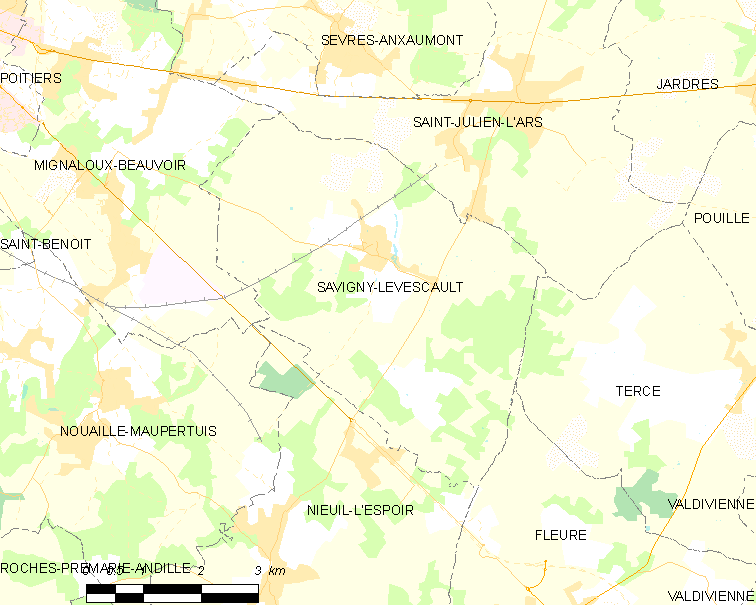
萨维尼莱韦斯科的OSM定位图

萨维尼莱韦斯科的时区为UTC+01:00、UTC+02:00（夏令时）。

## 行政
萨维尼莱韦斯科的邮政编码为86800，INSEE市镇编码为86256。

## 政治
萨维尼莱韦斯科所属的省级选区为普瓦图地区沙斯讷伊县。

## 人口

1962-2008年间萨维尼莱韦斯科人口变化图示

萨维尼莱韦斯科于2022年1月1日时的人口数量为1247人。